# Eugongylini
Eugongylini – plemię jaszczurek z podrodziny Lygosominae w obrębie rodziny scynkowatych (Scincidae).

## Zasięg występowania
Plemię obejmuje gatunki występujące w Afryce, Eurazji, Australii i Oceanii. 

## Podział systematyczny
Do plemienia należą następujące rodzaje:

- Ablepharus Fitzinger, 1824
- Acritoscincus Wells & Wellington, 1985
- Anepischetosia Wells & Wellington, 1985 – jedynym przedstawicielem jest Anepischetosia maccoyi (Lucas & Frost, 1894)
- Austroablepharus Couper, Hoskin, Potter, Bragg & Moritz, 2018
- Caesoris Sadlier, Bauer, Shea & Smith, 2015 – jedynym przedstawicielem jest Caesoris novaecaledoniae (Parker, 1926)
- Caledoniscincus Sadlier, 1987
- Carinascincus Wells & Wellington, 1985
- Carlia Gray, 1845
- Celatiscincus Sadlier, Smith & Bauer, 2006
- Cophoscincopus Mertens, 1934
- Cryptoblepharus Wiegmann, 1834
- Emoia Gray, 1845
- Epibator Sadlier, Bauer, Shea & Smith, 2015
- Eroticoscincus Wells & Wellington, 1984 – jedynym przedstawicielem jest Eroticoscincus graciloides (Lönnberg & Andersson, 1913)
- Eugongylus Fitzinger, 1843
- Geomyersia Greer & Parker, 1968
- Geoscincus Sadlier, 1987 – jedynym przedstawicielem jest Geoscincus haraldmeieri (Böhme, 1976)
- Graciliscincus Sadlier, 1987 – jedynym przedstawicielem jest Graciliscincus shonae Sadlier, 1987
- Harrisoniascincus Wells & Wellington, 1984 – jedynym przedstawicielem jest Harrisoniascincus zia (Ingram & Ehmann, 1981)
- Kanakysaurus Sadlier, Whitaker, Bauer & Smith, 2004
- Kuniesaurus Sadlier, Deuss, Bauer & Jourdan, 2019 – jedynym przedstawicielem jest Kuniesaurus albiauris Sadlier, Deuss, Bauer & Jourdan, 2019
- Lacertaspis Perret, 1975
- Lacertoides Sadlier, Shea & Bauer, 1997 – jedynym przedstawicielem jest Lacertoides pardalis Sadlier, Shea & Bauer, 1997
- Lampropholis Fitzinger, 1843
- Leiolopisma Duméril & Bibron, 1839
- Leptosiaphos Schmidt, 1943
- Liburnascincus Wells & Wellington, 1984
- Lioscincus Bocage, 1873
- Lygisaurus De Vis, 1884
- Marmorosphax Sadlier, 1987
- Menetia Gray, 1845
- Morethia Gray, 1845
- Nannoscincus Günther, 1872
- Oligosoma Girard, 1857
- Panaspis Cope, 1868
- Phaeoscincus Sadlier, Smith & Bauer, 2014
- Phasmasaurus Sadlier, Bauer, Shea & Smith, 2015
- Phoboscincus Greer, 1974
- Proablepharus Fuhn, 1969
- Pseudemoia Fuhn, 1967
- Pygmaeascincus Couper & Hoskin, 2014
- Saproscincus Wells & Wellington, 1984
- Sigaloseps Sadlier, 1987
- Simiscincus Sadlier & Bauer, 1997 – jedynym przedstawicielem jest Simiscincus aurantiacus Sadlier & Bauer, 1997
- Tachygyia Mittleman, 1952 – jedynym przedstawicielem jest Tachygyia microlepis (Duméril & Bibron, 1839)
- Techmarscincus Wells & Wellington, 1985 – jedynym przedstawicielem jest Techmarscincus jigurru (Covacevich, 1984)
- Tropidoscincus Bocage, 1873